# Ivan Šijan
Ivan Šijan (Zagreb, Hrvatska, 2. lipnja 1990.) hrvatski je profesionalni hokejaš na ledu. Igra na poziciji desnog krila, a trenutačno je član KHL Medveščak.

## Karijera

### KHL Karlovac (2003-2006.)
Karijeru započinje u KHL Karlovac u sezoni 2003./04.

### KHL Medveščak (2006.-danas)
Šijan u KHL Medveščak dolazi 2006. godine te se ubrzo ustaljuje u momčad.

## Statistika karijere
Bilješka: OU = odigrane utakmice, G = gol, A = asistencija, Bod = bodovi, +/- = plus/minus, KM = kaznene minute, GV = gol s igračem više, GM = gol s igračem manje, GO = gol odluke
| 2009./10. | KHL Medveščak | EBEL | 1 | 0 | 0 | 0 | 0 | 0 | 0 | 0 | 0 |  |  |  |  |  |  |  |  |  |

## Vanjske poveznice
- Profil na Eurohockey.net